# ذا أوردير (فلم 2001)
ذا أوردير (بالإنجليزية: The Order) هو فيلم أكشن تم إنتاجه في الولايات المتحدة وصدر سنة 2001 بطولة جين كلود فان دام وصوفيا ميلوس وشارلتون هيستون.

## القصة
(رودي) يذهب إلى القدس لأجل العثور على والده المختفي وهناك يواجه الكثير من المشاكل.

## الميزانية والإيرادات
كلف الفيلم ميزانية 12 مليون دولار وحقق أرباح تقدر بـ 18 مليون دولار.

## روابط خارجية
- مقالات تستعمل روابط فنية بلا صلة مع ويكي بيانات